# Jan van Til
Jan van Til (Nieuwerkerk aan den IJssel, 9 mei 1963) is een Nederlandse troubadour, zanger, tekstschrijver, componist, pianist en gitarist. In totaal heeft Jan van Til vier albums uitgebracht, waarvan 2 solo en 2 met zijn band.

## Biografie

### Jonge jaren
Van Til bereikte in 1995, 2002, 2003 en 2004 de finale van de publieksprijs van het Concours de la Chanson, georganiseerd door de Alliance Française in De Kleine Komedie.

### van Til & Band
Van Til & Band is de band van Jan van Til. Met zijn band bracht van Til de albums Diep in de nacht en Turquoise uit. De band bestond uit Aad van der Wel (gitaar), Ruud van der Klooster (drums, zang) en Rob van der Klooster (accordeon, piano, keyboards, zang).

## Discografie
Albums
- 1997 - De toren van je slaap (Solo)
- 2003 - Diep in de nacht (van Til & Band)
- 2006 - Turqouise (van Til & Band)
- 2011 - Te verlangen (Solo)